# اچ‌ام‌اس اورورا (۱۹۱۳)
اچ‌ام‌اس اورورا (۱۹۱۳) (به انگلیسی: HMS Aurora (1913)) یک کشتی بود که طول آن ۴۳۶ فوت (۱۳۳ متر) بود. این کشتی در سال ۱۹۱۳ ساخته شد.